# Aleuroduplidens
Aleuroduplidens es un género de  hemíptero de la familia Aleyrodidae, con una subfamilia: Aleyrodinae.

## Especies
Las especies de este género son:
- Aleuroduplidens carverae Martin, 1999
- Aleuroduplidens croceata (Maskell, 1896)
- Aleuroduplidens eucalyptifolia Martin, 1999
- Aleuroduplidens santali Martin, 1999
- Aleuroduplidens triangularis Martin, 1999
- Aleuroduplidens wellsae Martin, 1999